# 1521-es busz
Az 1521-as jelzésű autóbusz egy országos autóbuszjárat volt, amely Kecskemétet kötötte össze Egerrel, a Mátrán keresztül. 
Útvonalhossza 186,2 km volt, menetideje Eger felé 4 óra 45 perc (285 perc), Kecskemét felé 4 óra 25 perc (265 perc) volt. Naponta egy járatpár szállította az utasokat. 
A 2020. július 1-jei menetrend módosításokkal a Volánbusz Zrt. megszüntette az autóbuszvonalat.

## Megállóhelyei
| 0  | Kecskemét, autóbusz-állomás végállomás | 33 | 1, 2D, 2S, 7, 7C, 12D, 15, 19, 21, 21D, 22, 25, 32 550, 551, 553, 555 1080, 1081, 1085, 1087, 1090, 1092, 1348, 1362, 1376, 1499, 1519, 1524, 1528, 1529, 1532, 1535, 1547, 1566, 1703 4777, 5075, 5076, 5202, 5203, 5205, 5206, 5207, 5208, 5209, 5210, 5211, 5212, 5214, 5215, 5216, 5217, 5218, 5219, 5220, 5221, 5222, 5223, 5224, 5225, 5226, 5227, 5228, 5229, 5230, 5231, 5232, 5233, 5234, 5235, 5237, 5238, 5239, 5240, 5241, 5242, 5243, 5244, 5245, 5250, 5255, 5258, 5279, 5354, 5359, 5387, 5502                                                                             |
| 1  | Nagykőrös, Szabadság tér               | 32 | 543, 544, 545, 546, 547, 548, 549, 550, 551, 552, 553, 555 1348, 1362, 1376, 1464, 1535 |
| 2  | Nagykőrös, Hotel Cifra                 | 31 | 547, 548, 550, 551, 552, 553, 555 1376 |
| 3  | Cegléd, posta                          | 30 | 520, 521, 522, 524, 525, 526, 528, 535, 537, 539, 540, 541, 542, 550, 552, 553, 555, 556, 557, 558, 559, 560, 561, 562, 564, 565, 566 1348, 1362, 1376, 1535 |
| 4  | Cegléd, autóbusz-állomás               | 29 | 520, 521, 522, 524, 525, 526, 528, 531, 535, 537, 539, 540, 541, 542, 550, 552, 553, 555, 556, 557, 558, 559, 560, 561, 562, 564, 565, 566 1348, 1362, 1376, 1535 személyvonat, Aranyhíd expresszvonat, Aranypart expresszvonat, Tekergő expresszvonat, S20, S50, G50, Z50, InterCity |
| 5  | Cegléd, Cifrakert Állami Gazdaság      | 28 | 520 1348, 1535 |
| 6  | Tápiószentmárton, irodaház             | 27 | 485, 500, 520, 521 1348, 1535 |
| 7  | Tápiószentmárton, posta                | 26 | 485, 500, 520, 521 1348, 1535 |
| 8  | Tápióbicske, községháza                | 25 | 485, 497, 500, 517, 518, 520, 521 1348, 1535 |
| 9  | Nagykáta, vasútállomás                 | 24 | 491, 497, 498, 499, 500, 501, 502, 517, 520, 521, 525, 527, 529 1348, 1535 személyvonat, S60, G60, Z60 |
| 10 | Jászberény, autóbusz-állomás           | 23 | 1, 2, 2A, 3, 4, 5, 6, 6A, 7, 8, 8A, 8Y, 9, 17, 18 498, 499, 503, 523, 3424, 3443, 3667, 3668, 3669, 4601, 4602, 4650, 4653, 4654, 4655, 4659, 4660, 4662, 4681, 4685, 4686 1070, 1074, 1075, 1076, 1077, 1078, 1348, 1362, 1376, 1378, 1443, 1466, 1467, 1469, 1515, 1532, 1535 |
| 11 | Jászárokszállás, városháza             | 22 | 1061, 1063, 1348, 1378, 1469, 1515, 1532 3667, 3670, 3688, 4602, 4650, 4653, 4658 |
| 12 | Vámosgyörk, vasútállomás               | 21 | 1061, 1063, 1348, 1378, 1469, 1515, 1532 3670, 3673, 3697, 4602, 4653 személyvonat, S80, Ezüstpart expresszvonat, InterCity |
| 13 | Atkár, autóbusz-váróterem              | 20 | 1061, 1063, 1348, 1378, 1469, 1515, 1532 3612, 3670, 3673, 3697, 4602, 4653 |
| 14 | Gyöngyös, toronyház                    | 19 | 1A, 3, 4 1040, 1045, 1046, 1049, 1050, 1051, 1052, 1054, 1068, 1069, 1348, 1378, 1427, 1469, 1515 3448, 3604, 3612, 3650, 3652, 3670, 3675, 3676, 3679, 3697, 4602, 4653 |
| 15 | Gyöngyös, autóbusz-állomás             | 18 | 1A, 2, 4 1040, 1045, 1046, 1049, 1050, 1051, 1052, 1054, 1068, 1069, 1301, 1305, 1308, 1348, 1362, 1378, 1379, 1386, 1427, 1444, 1469, 1515, 1532 3445, 3448, 3457, 3471, 3492, 3604, 3612, 3628, 3650, 3652, 3655, 3656, 3660, 3661, 3662, 3663, 3664, 3665, 3666, 3670, 3672, 3673, 3674, 3675, 3676, 3677, 3678, 3679, 3680, 3681, 3688, 3691, 3693, 3694, 3696, 3697, 3698, 3699, 4602, 4653 |
| 16 | Gyöngyös, Főiskola                     | 17 | 2 1045, 1046, 1378, 1515 3471, 3492, 3655, 3656, 3664, 3673 |
| 17 | Gyöngyös, Kollégium                    | 16 | 1045, 1046, 1515 3471, 3492, 3655, 3656, 3664, 3673 |
| 18 | Mátrafüred, autóbusz-váróterem         | 15 | 1045, 1046, 1378, 1515 3471, 3492, 3650, 3655, 3656, 3664, 3673 |
| 19 | Sástó                                  | 14 | 1045, 1046, 1378, 1515 3471, 3492, 3655, 3656 |
| 20 | Mátraháza, Üdülők                      | 13 | 1045, 1046, 1378, 1515 3471, 3492, 3655, 3656 |
| 21 | Mátraháza, Szanatórium                 | 12 | 1045, 1046, 1378, 1515 3471, 3492, 3655, 3656 |
| 22 | Mátraháza, autóbusz-állomás            | 11 | 1045, 1046, 1378, 1515 3471, 3492, 3655, 3656 |
| 23 | Mátraháza, Honvéd üdülő                | 10 | 1045, 1046, 1378, 1515 3471, 3492, 3655, 3656 |
| 24 | Mátraháza, Vörösmarty turistaház       | 9  | 1045, 1046, 1378, 1515 3471, 3492, 3655, 3656 |
| 25 | Parádsasvári, elágazás                 | 8  | 1046, 1378, 1515 3471, 3472, 3491, 3492, 3494, 3565, 3568, 3656 |
| 26 | Parád, Központ                         | 7  | 1046, 1378, 1515 3471, 3472, 3491, 3492, 3494, 3565, 3566, 3568, 3569, 3656 |
| 27 | Parád, Gyopár                          | 6  | 1046, 1378 3471, 3472, 3491, 3492, 3494, 3565, 3566, 3567, 3656 |
| 28 | Parádfürdő, Kórház                     | 5  | 1046, 1378, 1515 3034, 3471, 3472, 3491, 3492, 3494, 3565, 3566, 3567, 3656 |
| 29 | Recsk, mátraderecskei elágazás         | 4  | 1046, 1352, 1354, 1378, 1447 3034, 3470, 3471, 3472, 3474, 3491, 3492, 3494, 3565, 3566, 3656 |
| 30 | Recsk, Kőbánya bejárati út             | 3  | 1046, 1352, 1354, 1378, 1447 3470, 3471, 3472, 3474, 3491, 3656 |
| 31 | Sirok, Központ                         | 2  | 1046, 1352, 1354, 1378, 1447 3462, 3463, 3470, 3471, 3472, 3473, 3474, 3476, 3482, 3490, 3491, 3656 |
| 32 | Egerbakta, autóbusz-váróterem          | 1  | 1347, 1349, 1351, 1352, 1354, 1378, 1447 3470, 3471, 3472, 3473, 3474, 3476, 3479, 3480, 3482, 3483, 3484 |
| 33 | Eger, autóbusz-állomás végállomás      | 0  | 2, 2A, 5, 5A, 7, 7A, 8, 11, 12, 12Y, 14, 14A, 14C 1049, 1050, 1051, 1052, 1054, 1341, 1343, 1344, 1346, 1347, 1348, 1349, 1351, 1352, 1354, 1378, 1379, 1380, 1382, 1383, 1386, 1426, 1427, 1447, 1466, 1468, 1514, 1517 3400, 3402, 3403, 3404, 3408, 3409, 3410, 3411, 3415, 3416, 3417, 3418, 3419, 3420, 3423, 3424, 3426, 3430, 3431, 3432, 3433, 3434, 3436, 3440, 3441, 3442, 3443, 3444, 3445, 3446, 3448, 3450, 3454, 3455, 3456, 3457, 3458, 3469, 3470, 3471, 3472, 3473, 3474, 3476, 3479, 3480, 3481, 3482, 3483, 3484, 3604, 3660, 3667, 3672, 4012, 4014, 4015, 4018, 4157 |